# Zsuzsanna Tresz
Zsuzsanna Tresz (* 30. August 1956 in Pécs; † 19. Januar 2025) war eine ungarische Kostümbildnerin, Bühnenbildnerin und Puppenspielerin. Sie wurde 2017 mit dem Mari-Jászai-Preis ausgezeichnet.

## Leben
Zsuzsanna Tresz besuchte das künstlerische Fachgymnasium in Pécs mit den Schwerpunkten Keramik und Plastik. Während dieser Zeit war sie Mitglied eines experimentellen Theaters in der Stadt. Nach dem Abschluss des Gymnasiums absolvierte sie eine Ausbildung in der Zsolnay Porzellanmanufaktur unter der Leitung von György Fürtös. Nach einer Tätigkeit als Schaufenstergestalterin und Grafikerin wurde sie 1981 Gestalterin und Puppenspielerin am Bóbita-Puppentheater in Pécs, wo sie 1985 eine Prüfung als Puppenspielerin ablegte. Ab 1987 war sie als Bühnen- und Kostümbildnerin am Sommertheater Pécs (Pécsi Nyári Színház), an der Universitätsbühne Pécs (Pécsi Egyetemi Színpad) und dann am Kleinen Theater Pécs (Pécsi Kisszínház) tätig. Seit 1990 war sie freiberuflich im In- und Ausland tätig. Sie arbeitete für das Nationaltheater Pécs (Pécsi Nemzeti Színház). Tresz entwarf Kostüme für zahlreiche Theaterstücke, Opern, Ballette und Filme.

## Bühnen- und kostümbildnerische Arbeiten (Auswahl)
- Béla Bartók: Der holzgeschnitzte Prinz
- Béla Bartók: Der wunderbare Mandarin
- Eugène Ionesco: Die Nashörner
- Imre Madách: Die Tragödie des Menschen
- Emil Petrovics: Salome
- John Steinbeck: Jenseits von Eden
- Pjotr Iljitsch Tschaikowski: Der Nussknacker
- Anton Pawlowitsch Tschechow: Der Kirschgarten
- Giuseppe Verdi: La traviata
- Tennessee Williams: Endstation Sehnsucht

## Auszeichnungen
Im Jahr 1993 erhielt sie beim Internationalen Festival für Angewandte Kunst und Design den dritten Preis, ein Jahr später beim Nationalen Theaterfestival in Zalaegerszeg den Preis für das beste Kostüm und 2017 wurde sie mit dem Mari-Jászai-Preis ausgezeichnet.